# Stenomacrus monticola
Stenomacrus monticola är en stekelart som först beskrevs av Joseph Augustine Cushman 1922.  Stenomacrus monticola ingår i släktet Stenomacrus och familjen brokparasitsteklar. Inga underarter finns listade i Catalogue of Life.